# Egyptische voetbalbond
De Egyptian Football Association (afkorting: EFA) (Arabisch: الاتحاد المصري لكرة القدم) is de Egyptische voetbalbond, opgericht op 3 december 1921.
De bond organiseert het Egyptisch voetbalelftal en het professionele voetbal in Egypte (onder andere de Premier League). Het hoofdkantoor van de voetbalbond is gevestigd in de hoofdstad Caïro. Sinds 2013 is Jamal Allam voorzitter van de voetbalbond. De EFA is sinds 1923 aangesloten bij de FIFA.